# Notti di note (tour)
Notti di note è stato il più grande tour musicale degli anni Ottanta in Italia, con una partecipazione complessiva di oltre 1,5 milioni di spettatori distribuiti in trentuno concerti.
La tournée, intrapresa da Claudio Baglioni a partire da giugno 1985, ha segnato uno degli eventi musicali più imponenti del decennio, trainata dal clamoroso successo dell’album La vita è adesso, che raggiunse il milione di copie vendute nei soli primi mesi di uscita, diventando un fenomeno discografico senza precedenti.
A concludere il tour fu l’evento speciale Notte di note, un concerto trasmesso in diretta televisiva nazionale, che suggellò il trionfo del progetto sia sul piano artistico che mediatico.
Il tour ebbe un impatto culturale straordinario e fu nominato Tour dell’anno da TV Sorrisi e Canzoni, che conferì inoltre a Baglioni il prestigioso Telegatto di platino come Artista dell’anno e Personaggio dell’anno.

## Descrizione
Nell'estate del 1985, dopo il successo dell’album La vita è adesso, Baglioni inizia il tour nei grandi stadi d'Italia con più di trenta concerti, superando il suo stesso record del tour precedente Alé Oó, con un numero di spettatori superiore a 1,5 milioni.
Il tour, iniziato a giugno, termina il 20 settembre con il concerto Notte di note allo stadio Flaminio di Roma, primo concerto nella storia della musica italiana trasmesso in diretta dalla Rai, con oltre 70.000 persone presenti allo stadio, e 12 milioni di spettatori a guardare la diretta tv.

## Tappe
Il tour prosegue per trentuno date nei maggiori stadi italiani, per un totale di 1.500.000 spettatori.
| Data  | Città                        | Sede                   |
| ----- | ---------------------------- | ---------------------- |
| 22/06 | Cagliari                     | Stadio Sant'Elia       |
| 24/06 | Scicli                       | Stadio Comunale        |
| 27/06 | Treviso                      | Stadio Omobono Tenni   |
| 28/06 | Trieste                      | Stadio Nereo Rocco     |
| 29/07 | Vicenza                      | Stadio Romeo Menti     |
| 30/06 | Vicenza                      | Stadio Romeo Menti     |
| 01/07 | Torino                       | Stadio Comunale        |
| 04/07 | Novara                       | Stadio Silvio Piola    |
| 07/07 | Milano                       | Stadio San Siro        |
| 08/07 | Genova                       | Stadio Luigi Ferraris  |
| 09/07 | Livorno                      | Stadio Armando Picchi  |
| 10/07 | Firenze                      | Stadio Artemio Franchi |
| 11/07 | Bari                         | Stadio San Nicola      |
| 12/07 | Napoli                       | Mostra d'Oltremare     |
| 13/07 | Catanzaro                    | Stadio Comunale        |
| 14/07 | Reggio Calabria              | Stadio Oreste Granillo |
| 15/07 | Messina                      | Stadio Franco Scoglio  |
| 16/07 | Palermo                      | Stadio LaFavorita      |
| 17/07 | Agrigento                    | Stadio Esseneto        |
| 18/07 | Marsala                      | Stadio Angotta         |
| 19/07 | Catania                      | Stadio Cibali          |
| 25/07 | Bisceglie                    | Stadio Ventura         |
| 03/08 | Sestri Levante               | Stadio Giuseppe Sivori |
| 04/08 | Arma di Taggia               | Stadio Comunale        |
| 06/08 | Pietra Ligure                | Stadio Comunale        |
| 10/08 | Porto San Giorgio            | Stadio Comunale        |
| 16/08 | Pineto degli Abbruzzi        | Stadio Comunale        |
| 24/08 | Matera                       | Stadio Comunale        |
| 13/09 | Verona                       | Arena di Verona        |
| 19/09 | Roma                         | Stadio Flaminio        |
| 20/09 | Roma (in diretta televisiva) | Stadio Flaminio        |

## Formazione
- Claudio Baglioni - voce, chitarre e pianoforte
- Paolo Gianolio - chitarre e tastiere
- Walter Savelli - pianoforte e tastiere
- Aldo Banfi - tastiere
- Maurizio Galli - basso elettrico
- Flaviano Cuffari - batteria